# Porsche Type 64
La Porsche Type 64, chiamata anche Porsche 64 o VW Type 60 K 10, è il primo prototipo e la prima vettura prodotta nel 1939 dalla casa automobilistica tedesca Porsche.

## Descrizione
Fu progettata da Ferdinand Porsche nella primavera del 1939 sulla base della contemporanea Volkswagen Maggiolino. Inizialmente proposta per la produzione, non ricevette il via libera. Porsche costruì tre esemplari di questa vettura. La vettura doveva partecipare alla gara Berlino-Roma (gara che non fu mai disputata), ma un esemplare rimase danneggiato durante un incidente prima della gara.
Esternamente, la vettura differiva dal Maggiolino per la presenza di una carrozzeria aerodinamica realizzata in alluminio dalla lunghezza di circa 4,15 metri. Il progetto fu disegnato da Erwin Komenda, mentre la costruzione della struttura fu in gran parte opera del matematico Josef Mickl. Per avere un abitacolo il più possibile aerodinamico, il sedile del conducente era posto quasi al centro del veicolo, con il sedile del passeggero arretrato. Tutte e quattro le ruote furono carenate per migliorare l'aerodinamica. Il motore, lo stesso installato sul Maggiolino, era montato a sbalzo sull'asse posteriore, aveva un'architettura a 4 cilindri boxer ed era potenziato fino ad erogare 40 CV. Il coefficiente di residenza aerodinamica era di 0,385. Dei 3 esemplari prodotti, ne è sopravvissuto solo uno.